# Let's Start a War (album de Master)
 (mars 2025).
Si vous disposez d'ouvrages ou d'articles de référence ou si vous connaissez des sites web de qualité traitant du thème abordé ici, merci de compléter l'article en donnant les références utiles à sa vérifiabilité et en les liant à la section « Notes et références ».
Albums de Master
Follow Your Savior Spirit Of The West
Let's Start A War est un album du groupe de death metal américain Master. C'est un de leurs rares véritables albums, le groupe ayant sorti jusque-là surtout des démos, splits, compilations, LP, EP et autres mini-CD. Cet album se situe entre Motörhead, Rancid, et Kreator pour la musique, et entre Revenge et Obituary pour la voix de Paul Speckmann.[réf. souhaitée] Quant aux textes, ils sont tous basés sur l'antimilitarisme.

## Composition du groupe
- Paul Speckmann : chant et basse
- Ronald Reagan : guitare
- James Polk : batterie sur Let's Start A War et Command Your Fate
- Harry Truman : batterie sur le reste du disque

## Liste des chansons de l'album
1. Cast One Vote - 2:14
2. American Freedom - 3:45
3. Miss Misery - 3:20
4. Dictators - 4:24
5. Let's Start A War - 3:02
6. Protégé - 4:18
7. Every Dog Has It's Day - 3:25
8. Command Your Fate - 3:21
9. Purchase A New Handgun - 4:44
10. Watch What You Wish For - 4:44
11. Disturbed - 2:42